# نهر كوثى
نهر كوثى (بالضم ثم السكون والتاء المثلثة وألف مقصورة تكتب بالياء لأنها رابعة)، إسم نهر في العراق، وهو أول نهر حفر فيه، وبعده حفرت الأنهار الأخرى.
وكوثى اسم لثلاثة مواضع، في سواد العراق بأرض بابل وقد طمّ وأخرج غيره، وفي مكّة منزل بني عبد الدار خاصة، وكوثى بالعراق في موضعين: كوثى الطريق وكوثى ربّا، وبها مشهد إبراهيم الخليل وهما قريتان، وبينهما تلول من رماد ويقال إنها رماد النار التي أوقدها نمرود لإحراقه. وكوثى ربّا هي التي يخرج الدجال منها. وقيل أن إبراهيم ولد في كوثى أو كان فيها، مع أن أصحاب الأخبار اختلفوا في ذلك وذكروا مواضع أخرى غير كوثى. واسم أُم إبراهيم نونا بنت كرنبا، وكرنبا جده من أمه، هو الذي كرى نهر كوثا. ويقال أن النبط سموا نبطاً، لأنهم أنبطوا الأرض وحفروا الأنهار العظام، منها الصراة العظمى، ونهر آبا، ونهر سورا، ونهر الملك، وكان آخر ملوك النبط ملك مائتي سنة، ثم وليت ملك الفرس فحفروا أنهار كوثى والصراة الصغرى التي عليها ابن هبيرة وكل سيب في العراق. والسيب يعني مجرى الماء. وورد في كتاب نهاية الإرب في فنون الأدب أن نمرود هو الذي احتفر أنهاراً في العراق آخدة ماؤها من الفرات، فيقال: من ذلك نهر كوثى على طريق الكوفة، وهو بين قصر ابن هبيرة وبغداد، ولا خفاء لخبره وشهرته. كما ذكر ياقوت الحموي في معجمه: سمي نهر كوثى بالعراق بكوثى من بني أرفخشد بن سام بن نوح، وهو الذي كراه فنسب إليه، وهو جد إبراهيم، أبو أمه بونا بنت كرنبا بن كوثى، وهو أول نهر أخرج بالعراق من الفرات ثم حفر سليمان نهر أكلف ثم كثرت الأنهار.وقد ذكر المستشرق الإنكليزي كي ليسترنج، أربعة أنهر، سماها بالأنهار الكبيرة، الصالحة لسير السفن يحمل من الفرات إلى دجلة، وهي:نهر عيسى، ونهر صرصر، ونهر الملك، ونهر كوثى.